# ميللي ديفيس
ميللي ديفيس هي ممثلة كندية، ولدت في 6 ديسمبر 2006 في تورونتو في كندا.

## أعمال

### أفلام
- (2017) وندر[5]

## وصلات خارجية
- ميللي ديفيس على موقع IMDb (الإنجليزية)
- ميللي ديفيس على موقع ألو سيني (الفرنسية)
- ميللي ديفيس على موقع أول موفي (الإنجليزية)
- ميللي ديفيس على موقع قاعدة بيانات الفيلم (الإنجليزية)